# Hoffman Peak
Hoffman Peak ist ein 1550 m hoher Berg im ostantarktischen Viktorialand. In der Asgard Range ragt er nordnordöstlich des Mount McLennan auf.
Das New Zealand Geographic Board benannte ihn 1998 nach Jack Edward Hoffman (1923–1996), der von 1973 bis 1976 die Aufsicht über das Bohrprojekt Neuseelands in den Antarktischen Trockentälern innehatte und an der Errichtung der neuen Scott Base beteiligt war.